# 비보발렌티아
비보발렌티아(이탈리아어: Vibo Valentia)는 티레니아해 근처에 위치한, 이탈리아 남부 칼라브리아주의 도시이자 코무네이다. 비보발렌티아도의 도청 소재지이며 농업, 상업, 관광의 중심지이다. (주변의 유명한 장소로는 트로페아, 리카디, 피초가 있다) 또, 마이에라토의 참치 구역을 포함하여 대형 제조 산업이 몇 군데 있다. 비보마리나 항구는 지역 경제에 매우 중요하다.

## 역사
비보발렌티아는 원래 히포니온(고대 그리스어: Ἱππόνιον)이라는 그리스 식민지였다. 기원전 7세기 말경에 이오니아해의 비보발렌티아의 남부에 위치한 이탈리아 마그나 그라이키아의 중요 도시인 로크리의 주민들에 의해 설립되었다. 디오도로스 시켈로스의 보고에 따르면, 이 도시는 기원전 388년 시라쿠사의 폭군 디오니시오스 1세에 의해 점령되어 모든 인구를 추방하였다. 이 인구는 카르타고의 도움을 받아 기원전 378년에 돌아왔다. 이후 여러 해에 걸쳐 히포니온은 칼라브리아 대부분의 지역을 통제한 브루티의 지배를 받게 되었다.
1070년 노르만족은 옛 아크로폴리스 지역에 성을 쌓았고 1235년에는 신성 로마 제국의 황제이자 시칠리아의 왕이었던 프리드리히 2세는 몬텔레오네라는 이름의 새로운 도시를 설립하였다.

## 자매 도시
- 이탈리아 팔레르모현
- 폴란드 루다실롱스카
- 세르비아 브르냐츠카바냐
- 아르헨티나 이투사잉고

## 같이 보기
- 비보발렌티아도